# Болградська районна державна адміністрація
Болградська районна державна адміністрація — виконавчий орган Болградського району Одеської області. Державний орган, який здійснює функції дотримання чинного законодавства та управління на території Болградського району. Станом на 27 квітня 2011 року чисельність райдержадміністрації становить 96 осіб. Виконувач обов'язків голови райдержадміністрації — Гарвалов Андрій Дмитрович.
У зв'язку з широкомасштабним вторгненням Росії 24 лютого 2022 року набула статусу військової адміністрації.